# Большаков, Андрей Владимирович
Андре́й Влади́мирович Большако́в (14 октября 1956, Москва) — советский и российский рок-музыкант, композитор, гитарист. Участник группы «Ария», сооснователь и экс-руководитель группы «Мастер», автор многих песен для обеих групп. Создатель и главный редактор музыкального журнала «Music Box». С 1994 года прекратил карьеру музыканта, но выступал на концертах «Арии» и «Мастера» как приглашённый гость. В конце декабря 2023 года вернулся к музыкальной деятельности, собрав группу «Воля и разум».

## Биография
Андрей Владимирович Большаков родился 14 октября 1956 года в Москве. Вырос в районе Коптево. Старший брат Борис ещё в детстве познакомил его с рок-музыкой, с его подачи Андрей начал слушать The Beatles, а играть на гитаре его научил гитарист группы «Бобры».
Первая группа — «Шестое чувство» — была создана в 1970—1971 годах, когда Андрей ещё учился в средней московской школе № 185. Группа продолжала существовать даже после поступления Большакова в Московский полиграфический институт. «Шестое чувство», как тогда было принято, играла на танцах «фирменный» репертуар из произведений групп «T. Rex», «Grand Funk Railroad», «Creedence Clearwater Revival», «Slade».
В 1976 году Большаков вместе с приятелем из своей старой группы перебирается в ансамбль «Фламинго», состоявший из венгерских студентов, обучавшихся в МГУ.
В 1977 году он участвует в группе «Фаворит», исполнявшей исключительно произведения Элиса Купера. Группа полгода репетировала, но дала только несколько концертов и распалась.
Три года он не играл нигде, и только в 1980 году принял участие в работе ансамбля «Карусель», который в дальнейшем был переименован в «Коктейль». Удачное выступление на знаменитом фестивале в Долгопрудном позволило группе завоевать популярность среди поклонников хард-рока.
В 1983 году Большаков собрал собственный коллектив «Зигзаг». Кроме самого Андрея (гитара, вокал) в состав группы входили Андрей Бутузов (бас), Андрей Шатуновский (барабаны) и Александр Вахмистров (клавиши). «Зигзаг» исполнял актуальную смесь хард-рока с панком и «новой волной». Успех магнитофонного альбома «Паноптикум» послужил для музыкантов трамплином для прыжка на профессиональную сцену.
В 1984 году, продолжая экспериментировать, Большаков в домашних условиях записывает демо-ленту, состоящую из лирических песен (где сам же поёт), часть из которых была выпущена под названием «Надоело!» (данный альбом не является творчеством группы «Зигзаг»).

### Группы «Ария» и «Мастер»
В 1985 году Большаков стал гитаристом группы «Ария». Он не играл на дебютном альбоме «Мания величия», так как к его приходу в группу запись была почти закончена, и лишь поучаствовал в записи бэк-вокала. Но уже на втором альбоме «С кем ты?» Андрей не только был основным гитаристом, но и сочинил более половины песен. Именно благодаря его влиянию музыка «Арии» стала более жёсткой, приблизилась по звучанию к спид-металу. Большакову принадлежит авторство ряда известных композиций группы, в том числе одной из самых известных — «Воля и разум». 
Однако Большаков был не вполне удовлетворён работой в «Арии», игравшей традиционный хэви-метал. Между ним и менеджером группы Виктором Векштейном вскоре возникли организационные и творческие разногласия. Большинство участников группы, в том числе один из её лидеров, басист Алик Грановский, встало на сторону Большакова, и по окончании 1986 года вместе с ним покинуло «Арию». Не имея прав на прежнее название, новая группа Грановского и Большакова назвалась «Мастер». В новой группе музыканты смогли полностью реализовать свою тягу к быстрому и тяжёлому трэш-металу и остросоциальным текстам. Большаков был одним из основных композиторов на первых трёх альбомах «Мастера» (в дебютном альбоме ему даже принадлежат 7 песен из 9), но уже к четвёртому альбому песен не писал.
Большаков покинул коллектив в 1994 году по состоянию здоровья и желая уйти от «чернухи», которая так или иначе присутствует в жизни рок-музыкантов. С тех пор он лишь иногда участвует в концертах «Мастера» как приглашённый гость. В ноябре 2022 года принял участие в концерте к 35-летию группы «Мастер».
В декабре 2023 года группа «Мастер» и Андрей Большаков разорвали отношения — группа отказалась играть с ним и перестала исполнять песни, музыка которых написана им. По мнению «Мастера» причинами стали резко негативные высказывания Андрея в своих интервью в адрес группы, её участников и поэтов. Большаков в свою очередь отметил: «Грановский обиделся, когда в одном интервью я сказал, что мне жаль, что группа потеряла свою популярность за последние годы. Теперь я понимаю, что критику Алик не переносит».

### Журнал Music Box
В начале 1994 года Большаков создает компанию «Music Box». Основная цель компании — поддержать все те положительные моменты, которые присутствуют в рок-музыке. В 1996—1998 годах был русским менеджером группы «Gorky Park». Параллельно с журналом «Music Box» делал издание «Территория культуры», которое пропагандировало лучшие тенденции в современной русской культуре и информировало об исторических достижениях. Также выпускалось приложение — «Metal’list», которое было посвящено исключительно музыке в стиле метал. Но они просуществовали недолго. С 2004 по 2008 год Большаков был директором крупнейшей выставки музыкальных технологий «Музыка-Москва». В 2016 году журнал был закрыт.

### Группа «Воля и разум»
В конце декабря 2023 года Большаков объявил о создании супергруппы «Воля и разум», названной по одноимённой песне из альбома «Арии» «С кем ты?» (1986), музыку которой написал Большаков. Помимо Андрея в состав коллектива вошли ещё 2 бывших участника «Мастера» — вокалист Михаил Серышев (пел в группе в 1987—1999 годах) и гитарист Алексей Страйк (играл в Мастере в 2001—2008 годах), а также бас-гитарист Ярослав Василенко и барабанщик Роман Кошелев из группы «Харизма». Группа начала работу над новым альбомом в жанрах трэш-метал и хэви-метал, тексты сочиняет поэтесса Маргарита Пушкина. 
В концертную программу группы, кроме новых композиций, вошли 20 песен «Арии» и «Мастера», музыка которых написана Большаковым, в том числе несколько англоязычных из пластинки «Мастера» 1992 года Talk of the Devil, пара треков Алексея Страйка.
19 марта 2024 года группа представила свой дебютный одноимённый мини-альбом, в которой вошли новые версии песен на музыку Большакова — «Воля и разум» и «Игры не для нас» из альбома «Арии» «С кем ты?» (1986), а также «Царь природы» и «Одиночество», исполнявшиеся на концертах «Мастера», но не вошедшие в альбомы.

## Личная жизнь
Был женат на Ладе Большаковой (10 октября 1961 года рождения). Дочь — Соня (Софья). В настоящее время женат на Арне-Мари-Шанталь Большаковой. Был старший брат Борис (1951 г), умер.

## Общественная позиция
В 2024 году Андрей Большаков высказался в поддержку Владимира Путина и СВО, а также заявил, что написанные им для «Арии» антивоенные песни были продиктованы конъюнктурой и требованиями цензуры:

В позднем СССР существовал своего рода заказ на антивоенную тематику. Залитовывать [согласовывать с цензурой] тексты было очень непросто, и антивоенная тематика нас выручала... Что касается конкретно моей позиции, то заявляю категорически: я за Россию, я за Путина, я за СВО. Я «ватник», стопроцентный путинист, всегда голосовал за него, все пять раз. Кто-то говорит, один голос на выборах ничего не значит, а я так не считаю. Для Путина он, возможно, ничего не значит, а для меня – значит.

## Дискография
- 1983 — «Зигзаг» «Паноптикум» — (магнитоальбом);
- 1984 — Андрей Большаков «Надоело!» — (магнитоальбом);
- 1986 — «Ария» «С кем ты?» (Moroz Records, 1994) — (магнитоальбом), CD;
- 1988 — «Мастер» «Мастер» (Мелодия) — LP, CD;
- 1989 — «Мастер» «С петлёй на шее» (Мелодия) — LP, CD;
- 1992 — «Мастер» «Talk of the Devil» (Moroz Records) — LP, CD;
- 1994 — «Мастер» «Maniac party» (SNC Records) — LP, CD;
- 2002 — «Мастер» «15 лет 1987—2002» — VHS;
- 2006 — «Ария» «Чужой» (CD-Maximum) — CD;
- 2008 — «Мастер» «XX лет» (CD-Maximum) — 2 CD, 2 DVD.
- 2021 — «Ария» «XX лет» (концертный альбом, записан в 2005 г.)
- 2024 — «Воля и разум» «Воля и разум» (Cheese Pro) — мини-альбом;
- 2024 — «Воля и разум» «Иди на свет» (Patriot) — LP;
- 2024 — «Воля и разум» «С судьбой попробуй поспорь...» (Patriot) — мини-альбом;